# АБА плеј-оф 1970.
АБА плеј-оф 1970. године био је постсезонски турнир за сезону 1969/70. Америчке кошаркашке асоцијације. Турнир је завршен тако што је шампион Источне дивизије Индијана пејсерс победио шампиона Западне дивизије Лос Анђелес старсе, у шест утакмица, четири победе напрема две изгубљене у серији АБА финала.
Пејсерси су регуларну сезону завршили са најбољим резултатом у лиги, са 59 победа и 25 пораза (70,2%). Били су први тим који је освојио првенство и наставио под истим именом следеће године, пошто су Питсбург пајперси након освајања првог шампионата постали Минесота пајперси, а Оукланд оукси су постали Вашингтон кепси.
Роџер Браун из Пејсерса изабран је за МВП плеј-офа.

## Квалификоване екипе

### Источна дивизија
1. Индијана пејсерси
2. Кентаки колонелси
3. Каролина кугарси
4. Њујорк нетси

### Западна дивизија
1. Денвер рокетси
2. Далас чапаралси
3. Вашингтон кепси
4. Лос Анђелес старси

## Рачва плеј−офа
Напомена:
- Четвртфинале АБА лиге је уједно полуфинале Источне/Западне дивизије, а полуфинале АБА лиге је финале Источне/Западне дивизије.

|                  | Четвртфинале     | Четвртфинале       | Четвртфинале     |                  |                  | Полуфинале         | Полуфинале       | Полуфинале       |                  |                  | Финале                   | Финале                   | Финале                   |                          |                          |
|                  |                  |                    |                  |                  |                  |                    |                  |                  |                  |                  |                          |                          |                          |                          |                          |
|                  | Источна дивизија |                    |                  |                  |                  |                    |                  |                  |                  |                  |                          |                          |                          |                          |                          |
|                  | 1                | Денвер рокетси*    | 4                |                  |                  |                    |                  |                  |                  |                  |                          |                          |                          |                          |                          |
|                  | 3                | Вашингтон кепси    | 3                |                  |                  | Западна дивизија   | Западна дивизија | Западна дивизија | Западна дивизија | Западна дивизија |                          |                          |                          |                          |                          |
|                  |                  |                    |                  |                  | 1                | Денвер рокетси*    | 1                |                  |                  |                  |                          |                          |                          |                          |                          |
| Источна дивизија | Источна дивизија | Источна дивизија   | Источна дивизија |                  | 4                | Лос Анђелес старси | 4                |                  |                  |                  |                          |                          |                          |                          |                          |
|                  | 4                | Лос Анђелес старси | 4                |                  |                  |                    |                  |                  |                  |                  |                          |                          |                          |                          |                          |
|                  | 2                | Далас чапаралси    | 2                |                  |                  |                    |                  |                  |                  |                  | Западна/источна дивизија | Западна/источна дивизија | Западна/источна дивизија | Западна/источна дивизија | Западна/источна дивизија |
|                  |                  |                    |                  |                  |                  |                    |                  |                  |                  |                  | 1                        | Лос Анђелес старси       | 2                        |                          |                          |
|                  | Западна дивизија | Западна дивизија   | Западна дивизија | Западна дивизија | Западна дивизија |                    |                  |                  |                  |                  | 1                        | Индијана пејсерси*       | 4                        |                          |                          |
|                  | 1                | Индијана пејсерси* | 4                |                  |                  |                    |                  |                  |                  |                  |                          |                          |                          |                          |                          |
|                  | 3                | Каролина кугарси   | 0                |                  |                  | Западна дивизија   | Западна дивизија | Западна дивизија | Западна дивизија | Западна дивизија |                          |                          |                          |                          |                          |
|                  |                  |                    |                  |                  | 1                | Индијана пејсерси* | 4                |                  |                  |                  |                          |                          |                          |                          |                          |
| Западна дивизија | Западна дивизија | Западна дивизија   | Западна дивизија |                  | 2                | Кентаки колонелси  | 1                |                  |                  |                  |                          |                          |                          |                          |                          |
|                  | 4                | Њујорк нетси       | 3                |                  |                  |                    |                  |                  |                  |                  |                          |                          |                          |                          |                          |
|                  | 2                | Кентаки колонелси  | 4                |                  |                  |                    |                  |                  |                  |                  |                          |                          |                          |                          |                          |

* Победник дивизије

Подебљан−  Победник серије

 Курзив − Екипа са домаћинском предношћу

## Источна дивизија
Шампион Источне дивизије за 1970. годину:  Индијана пејсерси

### Полуфиналне утакмице Источне дивизије

#### (1)Индијана пејсерсии (3)Каролина кугарси
Пејсерси су победили у серији са 4 : 0
- Утакмица 1 @ Индијана:  Индијана 123, Каролина 105
- Утакмица 2 @ Индијана:  Индијана 103, Каролина 98
- Утакмица 3 @ Каролина:  Индијана 115, Каролина 106
- Утакмица 4 @ Каролина:  Индијана 110, Каролина 106

Серија у регуларној сезони
| Индијана | Каролина | Референце |
| --- | --- | --- |
| Индијана пејсерси 129 Индијана пејсерси 114 Каролина кугарси 111 Каролина кугарси 88 Каролина кугарси 113 Индијана пејсерси 93 Каролина кугарси 101 Индијана пејсерси 114 Индијана пејсерси 107 Каролина кугарси 116 | 112 Каролина кугарси 109 Каролина кугарси 130 Индијана пејсерси 92 Индијана пејсерси 121 Индијана пејсерси 100 Каролина кугарси 90 Индијана пејсерси 110 Каролина кугарси 121 Каролина кугарси 107 Индијана пејсерси | Референца 1 Референца 2 Референца 3 Референца 4 Референца 5 Референца 6 Референца 7 Референца 8 Референца 9 Референца 10 |

#### (2)Кентаки колонелсии (4)Њујорк нетси
'Ќолонелси су изашли као победници полуфиналне серије са скором од  4 : 3 
- Утакмица 1 @ Кентаки:  Њујорк122, Кентаки 118 (OT)
- Утакмица 2 @ Кентаки:  Кентаки 113, Њујорк 111
- Утакмица 3 @ Њујорк:  Њујорк 107, Кентаки 99
- Утакмица 4 @ Њујорк:  Кентаки 128, Њујорк 101
- Утакмица 5 @ Кентаки:  Њујорк 127, Кентаки 112
- Утакмица 6 @ Њујорк:  Кентаки 116, Њујорк 113
- Утакмица 7 @ Кентаки:  Кентаки 112, Њујорк 101

Серија у регуларној сезони
| Кентаки | Њујорк | Референце |
| --- | --- | --- |
| Њујорк нетси 112 Кентаки колонелси 109 Њујорк нетси 116 Кентаки колонелси 111 Кентаки колонелси 134 Њујорк нетси 105 Кентаки колонелси 132 Њујорк нетси 107 Њујорк нетси 117 Кентаки колонелси 101 Њујорк нетси 123 | 114 Кентаки колонелси 112 Њујорк нетси 128 Кентаки колонелси (1 t.s.) 116 Њујорк нетси 125 Њујорк нетси 107 Кентаки колонелси 124 Њујорк нетси 108 Кентаки колонелси 114 Кентаки колонелси 89 Њујорк нетси 112 Кентаки колонелси | Референца 1 Референца 2 Референца 3 Референца 4 Референца 5 Референца 6 Референца 7 Референца 8 Референца 9 Референца 10 Референца 11 |

### Финале Источне дивизије

#### (1)Индијана пејсерсии (2)Кентаки колонелси
Пејсерси су изашли као победници финалне серије са скором од 4 : 1
- Утакмица 1 @ Индијана:  Кентаки 114, Индијана 110 (OT)
- Утакмица 2 @ Индијана:  Индијана 121, Кентаки 110
- Утакмица 3 @ Kentucky:  Индијана 114, Кентаки 110
- Утакмица 4 @ Kentucky:  Индијана 111, Кентаки 103
- Утакмица 5 @ Индијана:  Индијана 117, Кентаки 103

Серија у регуларној сезони
| Индијана | Кентаки | Референце |
| --- | --- | --- |
| Индијана пејсерси 100 Кентаки колонелси 111 Кентаки колонелси 96 Индијана пејсерси 112 Кентаки колонелси 105 Кентаки колонелси 106 Индијана пејсерси 97 Индијана пејсерси 102 Кентаки колонелси 107 Индијана пејсерси 125 Кентаки колонелси 112 | 110 Кентаки колонелси 115 Индијана пејсерси (1 t.s.) 115 Индијана пејсерси 100 Кентаки колонелси 118 Индијана пејсерси 108 Индијана пејсерси 90 Кентаки колонелси 100 Кентаки колонелси 109 Индијана пејсерси (1 t.s.) 106 Кентаки колонелси 94 Индијана пејсерси | Референца 1 Референца 2 Референца 3 Референца 4 Референца 5 Референца 6 Референца 7 Референца 8 Референца 9 Референца 10 Референца 11 |

## Западна дивизија
Шампион Западне дивизије за 1970. годину:  Лос Анђелес старси

### Полуфиналне утакмице Западне дивизије

#### (1)Денвер рокетсии (3)Вашингтон кепси
Рокетси су изашли као победници полуфиналне серије са скором од 4 : 3
- Утакмица 1 @ Денвер:  Денвер 130, Вашингтон 111
- Утакмица 2 @ Денвер:  Денвер 143, Вашингтон 133
- Утакмица 3 @ Вашингтон:  Вашингтон 125, Денвер 120
- Утакмица 4 @ Вашингтон:  Вашингтон 131, Денвер 114
- Утакмица 5 @ Денвер:  Денвер 132, Вашингтон 110
- Утакмица 6 @ Вашингтон:  Вашингтон 116, Денвер 111
- Утакмица 7 @ Денвер:  Денвер 143, Вашингтон 119

Серија у регуларној сезони
| Дднвер | Вашингтон | Референце |
| --- | --- | --- |
| Вашингтон кепси 99 Денвер рокетси 116 Вашингтон кепси 99 Вашингтон кепси 97 Вашингтон кепси 126 Денвер рокетси 129 Денвер рокетси 129 Денвер рокетси 130 Денвер рокетси 125 Денвер рокетси 137 Вашингтон кепси 144 Денвер рокетси 126 | 82 Денвер рокетси 106 Вашингтон кепси 87 Денвер рокетси 108 Денвер рокетси 113 Денвер рокетси 113 Вашингтон кепси 118 Вашингтон кепси 121 Вашингтон кепси 142 Вашингтон кепси 128 Вашингтон кепси 128 Денвер рокетси 106 Вашингтон кепси | Референца 1 Референца 2 Референца 3 Референца 4 Референца 5 Референца 6 Референца 7 Референца 8 Референца 9 Референца 10 Референца 11 Референца 12 |

#### (2)Далас чапаралсии (4)Лос Анђелес старси
Старси су изашли као победници полуфиналне серије са скором од 4 : 2
- Утакмица 1 @ Далас:  Лос Анђелес 115, Далас 103
- Утакмица 2 @ Далас:  Далас 129, Лос Анђелес 121
- Утакмица 3 @ Лос Анеђлес:  Далас 116, Лос Анђелес 104
- Утакмица 4 @ Лос Анеђлес:  Лос Анђелес 144, Далас 138
- Утакмица 5 @ Далас:  Лос Анђелес 146, Далас 139
- Утакмица 6 @ Лос Анђелес:  Лос Анђелес 124, Далас 123

Серија у регуларној сезони
| Далас | Лос Анђелес | Референце |
| --- | --- | --- |
| Далас чапаралси 123 (1 t.s.) Лос Анђелес старси 120 Лос Анђелес старси 94 (2 t.s.) Далас чапаралси 139 Лос Анђелес старси 112 Лос Анђелес старси 137 Далас чапаралси 141 Далас чапаралси 127 Лос Анђелес старси 142 Далас чапаралси 125 Лос Анђелес старси 127 Далас чапаралси 129 | 117 Лос Анђелес старси 117 Далас чапаралси 96 Далас чапаралси 137 Лос Анђелес старси 114 Далас чапаралси 124 Далас чапаралси 119 Лос Анђелес старси 121 Лос Анђелес старси 147 Далас чапаралси 130 Лос Анђелес старси 131 Далас чапаралси 113 Лос Анђелес старси | Референца 1 Референца 2 Референца 3 Референца 4 Референца 5 Референца 6 Референца 7 Референца 8 Референца 9 Референца 10 Референца 11 Референца 12 |

### Финале Западне дивизије

#### (1)Денвер рокетсии (4)Лос Анђелес старси
Старси су изашли као победници иналне серије са скором од 4 : 1
- Утакмица 1 @ Денвер:  Денвер 123, Лос Анђелес 113 (OT)
- Утакмица 2 @ Денвер:  Лос Анђлес 114, Денвер 105
- Утакмица 3 @ Лос Анђелес:  Лос Анђелес 119, Денвер 113
- Утакмица 4 @ Лос Анђелес:  Лос Анђелес 114, Денвер 110
- Утакмица 5 @ Денвер:  Лос Анђелес 109, Денвер 107

Серија у регуларној сезони
| Денвер | Лос Анђелес | Референце |
| --- | --- | --- |
| (1 t.s.) Лос Анђелес старси 126 Денвер рокетси 121 Лос Анђелес старси 101 Денвер рокетси 123 Лос Анђелес старси 112 Денвер рокетси 124 Лос Анђелес старси 113 Лос Анђелес старси 117 Лос Анђелес старси 107 Лос Анђелес старси 135 Денвер рокетси 119 Денвер рокетси 152 | 118 Денвер рокетси 88 Лос Анђелес старси 122 Денвер рокетси 116 Лос Анђелес старси 120 Денвер рокетси 119 Лос Анђелес старси 115 Денвер рокетси 103 Денвер рокетси 118 Денвер рокетси 122 Денвер рокетси 98 Лос Анђелес старси 116 Лос Анђелес старси | Референца 1 Референца 2 Референца 3 Референца 4 Референца 5 Референца 6 Референца 7 Референца 8 Референца 9 Референца 10 Референца 11 Референца 12 |

## АБА финале

#### (1)Индијана пејсерсии (4)Лос Анђелес старси
Пејсерси су победили у серији са 4 : 12 и постали шампиони АБА лиге за 1969. годину
- Утакмица 1 (15. мај) @ Индијана:  Индијана 109, Лос Анђелес 93
- Утакмица 2 (17. мај) @ Индијана:  Индијана 114, Лос Анђелес 111
- Утакмица 3 (18. мај) @ Лос Анђелес:  Лос Анђелес 109, Индијана 106
- Утакмица 4 (19. мај) @ Лос Анђелес:  Индијана 142, Лос Анђелес 120
- Утакмица 5 (23. мај) @ Индијана:  Лос Анђелес 117, Индијана 113
- Утакмица 6 (25. мај) @ Лос Анђелес:  Индијана 111, Лос Анђелес 107

Серија у регуларној сезони
| Индијана | Лос Анђелес | Референце                                                               |
| --- | --- | ----------------------------------------------------------------------- |
| Индијана пејсерси 123 Лос Анђелес старси 113 Лос Анђелес старси 99 Индијана пејсерси 127 Индијана пејсерси 109 Лос Анђелес старси 108 | 126 Лос Анђелес старси 129 Индијана пејсерси 108 Индијана пејсерси 123 Лос Анђелес старси 103 Лос Анђелес старси 105 Индијана пејсерси | Референца 1 Референца 2 Референца 3 Референца 4 Референца 5 Референца 6 |

| Шампиони АБА лиге за 1970.  |
| --------------------------- |
| Индијана пејсерси 1. титула |

## Статистика
Ажурирано 21. јун 2023..
| Категорија | Име            | Екипа           | Просек | Ута |
| ---------- | -------------- | --------------- | ------ | --- |
| Поена      | Рик Бери       | Вашингтон кепси | 40,1   | 7   |
| Скокова    | Спенсер Хејвуд | Денвер рокетси  | 19,8   | 12  |
| Асист      | Лари Браун     | Вашингтон кепси | 9,7    | 7   |

## Места одигравања плеј−оф утакмица
- Шарлот колосеум (Шарлот)
- Дортон арена (Рали)
- Луивил гарденс (Луивил)
- Ајленд гарденс (Лонг Ајленд)
- Јулајн арена (Вашингтон)
- Далас Мемориал (Далас)
- Лонг бич арена (Лонг Бич)
- Ел Еј Спортс арена (Лос Анђелес)